# Marin Mersenne
Marin Mersenne, född den 8 september 1588 i departementet Sarthe, död den 1 september 1648 i Paris, var en fransk filosof, matematiker, musikteoretiker och munk av minimernas orden.
Mellan 1640 och 1645 gjorde Mersenne några resor till Italien men levde annars ett stilla liv, ägnat åt studier av filosofi, fysik och särskilt musik. Ett viktigt källverk för musikhistorien var, trots bristen på kritisk vetenskaplighet, hans stora L'harmonie universelle (1636-37) om akustik, två folianter med otaliga illustrationer, notexempel och beskrivningar av instrument från 1600-talet. Idag är Mersenne främst förknippad med mersenneprimtalen. Han bidrog till uppställandet av teorin om den liksvävande temperaturen.

## Utmärkelser
Asteroiden 8191 Mersenne är uppkallad efter honom.